# Walter Peterhans
'Walter Peterhans (Frankfurt, 1897. június 12. – Stetten, 1960. április 12.) fényképész, 1929-től a Bauhaus fotóműhelyének mestere.

## Életrajza
1897-ben született Frankfurtban; a drezdai Zeiss-Ikon AG igazgatójának fia volt. 1916-1918 között az első világháborúban harcolt. 1920-1923 között matematikát, filozófiát és művészettörténetet tanult Münchenben és Göttingenben. 1925-1926-ban reprodukciós fényképezést tanult Lipcsében a Staatliche Akademie für Graphische Künste und Buchgewerbén. 1926-ban Weimarban fényképészi mestervizsgát tett.
1927-ben Berlinben saját fényképész műtermet nyitott, ipari megrendeléseket kapott. 1928-ban Kölnben részt vett a Pressa, 1929-ben Stuttgartban pedig a Film und Foto kiállításon.

### Tevékenysége a Bauhausban
1929-1933 között a Bauhausban az újonnan felállított fotórészleg vezetője volt. A műhely létesítésének története a Herbert Bayer vezette nyomdai műhely átszervezésével és a reklámműhellyel történő összevonásával kezdődött. Ezek mellett Hannes Meyer igazgató 1929-ben elérte, hogy a város (Dessau) pótlólagos költségvetést biztosítson a fotós műhely működtetéséhez, amely vezetőjének a reklám-oktatást is el kellett látni. Meyer azt remélte, hogy ez a részleg jelentős bevételhez fogja juttatni a Bauhaust. A műhely munkáinak legnagyobb része a szerződésileg kikötött hirdetések készítése, kiállítások rendezése volt. A mai Bauhaus-Archívum jelentős fotóanyaga is innen került ki. Jelentős részt vállaltak a „Tízéves a Bauhaus” kiállítás elkészítésében is.

### Tevékenysége a Bauhaus-korszak után
1933-tól 1934-es bezárásáig Werner Graeff fényképész iskolájában tanított, 1935-1937 között a Hugo Höring vezette berlini Reimann-fotósiskola tanára. Berlinben önálló fényképészként dolgozott, és több szakkönyvet publikált a fotózás technikáiról.
Mies van der Rohe közvetítésével 1938-ban meghívták a chicagói Illinois Institute of Technologyra, ahol 1960-ig „látásgyakorlat"-ot, műelemzést és művészettörténetet tanított. Emellett 1945-1947 között a chicagói egyetemen filozófiát oktatott. 1953-ban az ulmi Hochschule für Gestaltung vendégtanára volt, s az első alapozó-tanfolyamot vezette. 1959-1960-ban a hamburgi Hochschule für Bildende Künstén tanított vendégtanárként. 1960-ban a Stuttgart melletti Stettenben halt meg.

## Szakmai jelentősége
Walter Peterhansnak a Bauhaus szervezetében történő szerepeltetése – mint új (ipar)művészeti ág – a korszak kihívásaként értékelhető, s egyúttal jelentős előrelépést mutat a fotóművészet művészi és technikai kibontakozásához, más művészetekhez való felzárkózásához. Az általa vezetett műhely munkájának köszönhető a Bauhaus Archívum jelentős fotóanyaga (tárgyfotók, kiállítási anyagok, stb.). A fotóművész amerikai szereplése is bizonyítéka annak, hogy a Bauhaus-eszme és szakmagyakorlás milyen szerteágazóan hatott a különböző szakterületek fejlődésére.